# Zhao Zong-Yuan
Zhao Zong-Yuan (chinesisch 赵宗元; * 26. Juni 1986 in Peking) ist ein australischer Schachspieler.
Die australische Einzelmeisterschaft konnte er 2010 in North Sydney Council gewinnen. Außerdem gewann er zweimal die Schachmeisterschaften von Ozeanien: 2007 und 2011. Er spielte für Australien bei sieben Schacholympiaden: 2000, 2004 bis 2010, 2016 und 2018.
Beim Schach-Weltpokal 2007 scheiterte er in der ersten Runde an Magnus Carlsen, ebenso beim Schach-Weltpokal 2011 an Jewgeni Tomaschewski.
Er spielte in der chinesischen Mannschaftsmeisterschaft 2008 für Jiangsu, 2011 bis 2014 und 2017 für Hebei.
Im Jahre 2001 wurde ihm der Titel Internationaler Meister (IM) verliehen. Der Großmeister-Titel (GM) wurde ihm 2008 verliehen.
| Hier fehlt eine Grafik, die leider im Moment aus technischen Gründen nicht angezeigt werden kann. Wir arbeiten daran! |